# Braux-Saint-Remy
Braux-Saint-Remy je francouzská obec v departementu Marne v regionu Grand Est. V roce 2015 zde žilo 87 obyvatel.

## Poloha obce
Sousední obce jsou: Élise-Daucourt, Dampierre-le-Château, Châtrices, Rapsécourt a Sivry-Ante.

## Vývoj počtu obyvatel
Počet obyvatel